# The Halo Effect
The Halo Effect (englisch für: „Der Halo-Effekt“) ist eine schwedische Melodic-Death-Metal-Band aus Göteborg, die aus gegenwärtigen wie ehemaligen Mitgliedern der Band In Flames besteht. Die Band gründete sich im Jahre 2019 und steht bei Nuclear Blast unter Vertrag. The Halo Effect haben bislang zwei Studioalben veröffentlicht. Der Bandname bezieht sich auf den Titel Halo Effect der kanadischen Band Rush.

## Geschichte

### Hintergrund
Die Band gründete sich Ende 2019 und geht auf eine Idee des Gitarristen Niclas Engelin zurück, der seit 2010 Mitglied von In Flames ist, aber seit 2019 nicht mehr mit der Band auftritt. Engelin sprach eines Tages den Sänger Mikael Stanne an, der das Debütalbum von In Flames, Lunar Strain, einsang, aber nie ein festes Bandmitglied war, ob er Lust hätte, gemeinsam Musik zu machen. Kurze Zeit später meldete sich der Bassist Peter Iwers, der von 1997 bis 2017 bei In Flames spielte, bei Stanne und sagte, dass er bei Engelins Projekt dabei wäre. Komplettiert wurde die Besetzung durch den Gitarristen Jesper Strömblad, der im Jahre 1990 Gründungsmitglied von In Flames war und die Gruppe im Jahre 2010 verließ, und dem Schlagzeuger Daniel Svensson, der von 1998 bis 2015 Mitglied bei In Flames war. Laut Sänger Mikael Stanne sollte die Band den Musikern in erster Linie Spaß machen. Anfangs wäre überhaupt nicht klar gewesen, ob The Halo Effect überhaupt Konzerte spielen würden.

### Days of the Lost(2021 bis 2022)
Die Musiker nahmen zusammen erste Demos auf. Da Stannes Hauptband Dark Tranquillity wegen der COVID-19-Pandemie nicht auf Tournee gehen konnte, entschloss man sich, das Songwriting ohne Zeitbeschränkungen und Deadlines fortzuführen. The Halo Effect wurden unter kuriosen Umständen vom deutschen Plattenlabel Nuclear Blast unter Vertrag genommen. Ein Mitarbeiter von Nuclear Blast hörte das Lied Shadowminds, während er über Zoom mit dem Bandmanager sprach. Nach der Hälfte des Liedes erhielt der Manager die Zusage für einen Vertrag. Shadowminds wurde auch zur ersten Single, die am 9. November 2021 veröffentlicht wurde. Am 11. Juni 2022 spielte die Band beim Sweden Rock Festival ihr erstes Konzert, dem Auftritte bei den Festivals Metaldays und Wacken Open Air folgten. Bei dem Auftritt bei den Metaldays wurde Jesper Strömblad ohne nähere Angaben von Gründen durch Patrik Jensen von der Band The Haunted ersetzt.
Am 12. August 2022 erschien das Debütalbum Days of the Lost, welches von Oscar Nilsson produziert wurde. Bei dem Lied Last of Our Kind ist Trivium-Sänger Matthew Heafy als Gastsänger zu hören. Days of the Lost stieg auf Platz eins der schwedischen Albumcharts ein. Es war das erste Debütalbum einer Metal-Band, das es auf die Spitzenposition der schwedischen Albumcharts schaffte. Darüber hinaus erreichte das Album Platz sechs der deutschen und österreichischen sowie Platz acht der Schweizer Albumcharts. Im Herbst 2022 traten The Halo Effect bei der Vikings and Lionhearts Tour genannten Co-Headlinertournee von Machine Head und Amon Amarth durch Europa als Vorgruppe auf. Auch bei dieser Tournee wurde Jesper Strömblad durch Patrik Jensen vertreten. Days of the Lost wurde beim schwedischen Musikpreis Grammis in der Kategorie Hardrock/Metal nominiert, der Preis ging jedoch an die Band Ghost.

### March of the Unheard(seit 2023)
Für das Frühjahr 2023 spielten The Halo Effect eine Tournee durch Norwegen und Schweden mit Scar Symmetry und Orbit Culture sowie dem Headliner Meshuggah. Im Mai 2023 folgte eine Tournee durch Nordamerika mit den Vorgruppen Unearth und High Command. Im Sommer 2023 trat die Band bei den Festivals Graspop Metal Meeting und Full Force auf. Bei den Konzerten in Australien und Neuseeland im November 2023 mit Devilskin und Beyond the Black mussten The Halo Effect auf Schlagzeuger Daniel Svensson verzichten, der durch Anton Roos vertreten wurde. Am 26. November 2023 war die Band in der Tatort-Folge Borowski und das unschuldige Kind von Wacken zu sehen. Am Ende der Folge spielt die Band beim Wacken Open Air das Lied Days of the Lost. Im März 2024 spielte die Band eine Europatournee mit Mantar im Vorprogramm von Meshuggah. Bei den Metal Hammer Awards 2024 wurden The Halo Effect in der Kategorie Rising Star ausgezeichnet.
Am 10. Januar 2025 erschien das erneut von Oscar Nilsson produzierte zweite Studioalbum March of the Unheard, welches Platz drei der schwedischen, jeweils Platz vier der deutschen und österreichischen sowie Platz acht der Schweizer Albumcharts erreichte. Es folgte eine Halos over Europe genannte Europatournee mit den Vorgruppen Pain und Bloodred Hourglass.

## Stil
The Halo Effect spielen klassischen Melodic Death Metal. Laut dem Sänger Mikael Stanne hätten sich die Musiker gleich zu Beginn darauf verständigt, nichts Neues zu erfinden, sondern vielmehr „die eigenen Stärken auszuspielen“ und Musik zu schaffen, „die sich gut anfühlt“. Die Band will weder als Gegenentwurf zu den heutigen In Flames auftreten noch als Nostalgieband. Alexandra Michels vom deutschen Magazin Rock Hard schrieb, dass The Halo Effect „einerseits die musikalischen Wurzeln ehren, andererseits aber durchaus zeitgemäße, frische Einflüsse“ einbauen würden. Laut Toby Schaper vom deutschen Magazin Visions würden The Halo Effect „dort weitermachen, wo In Flames zur Jahrtausendwende in Richtung Modern-, Groove- und Alternative Metal abgebogen sind“. Der „klassische Göteborg-Sound der 90er erhält ein Update durch die aktuellen Produktionsmöglichkeiten“.

## Diskografie
Studioalben

| Jahr | Titel Musiklabel                         | Höchstplatzierung, Gesamtwochen, AuszeichnungChartplatzierungen (Jahr, Titel, Musiklabel, Platzierungen, Wochen, Auszeichnungen, Anmerkungen) | Höchstplatzierung, Gesamtwochen, AuszeichnungChartplatzierungen (Jahr, Titel, Musiklabel, Platzierungen, Wochen, Auszeichnungen, Anmerkungen) | Höchstplatzierung, Gesamtwochen, AuszeichnungChartplatzierungen (Jahr, Titel, Musiklabel, Platzierungen, Wochen, Auszeichnungen, Anmerkungen) | Höchstplatzierung, Gesamtwochen, AuszeichnungChartplatzierungen (Jahr, Titel, Musiklabel, Platzierungen, Wochen, Auszeichnungen, Anmerkungen) | Anmerkungen                           |
| Jahr | Titel Musiklabel                         | DE | AT | CH | SE | Anmerkungen                           |
| ---- | ---------------------------------------- | --- | --- | --- | --- | ------------------------------------- |
| 2022 | Days of the Lost Nuclear Blast (RTD)     | DE6 (3 Wo.)DE | AT6 (1 Wo.)AT | CH8 (2 Wo.)CH | SE1 (2 Wo.)SE | Erstveröffentlichung: 12. August 2022 |
| 2025 | March of the Unheard Nuclear Blast (WMG) | DE4 (1 Wo.)DE | AT4 (1 Wo.)AT | CH8 (1 Wo.)CH | SE3 (1 Wo.)SE | Erstveröffentlichung: 10. Januar 2025 |

## Musikpreise
| Jahr | Kategorie      | für              | Resultat  |
| ---- | -------------- | ---------------- | --------- |
| 2023 | Hardrock/Metal | Days of the Lost | Nominiert |

| Jahr | Kategorie    | für             | Resultat  |
| ---- | ------------ | --------------- | --------- |
| 2024 | Rising Stars | The Halo Effect | Gewonnen  |
| 2024 | God of Riffs | Niclas Engelin  | Nominiert |